# Hydromulcz
Hydromulcz (ang. hydromulch) - mokra mieszanka stosowania do zazieleniania trawników, stabilizacji gruntów (skarp, nasypów) oraz rekultywacji metodą hydrosiewu.
Gotowa mieszanka hydromulczu zawiera:
- luźne włókna celulozowe bądź drewniane
- kompozycje nasion (odpowiednie dla warunków lokalnych trawy bądź dzikie kwiaty)
- hydronawozy
- biostymulanty zawierające regulatory wzrostu oraz witaminy
- opatentowane polimery
- tackifier (do sklejania mulczu z glebą)

Mokra mieszanka jest wylewana na grunt za pomocą hydrosiewnika.